# Levin von Heister
Levin Karl von Heister (* 22. Mai 1757 in Homberg; † 22. Juli 1816 in Karlsbad) war ein preußischer Generalleutnant.

## Leben

### Herkunft
Levin war Angehöriger der untitulierten hessischen Linie des Adelsgeschlechts von Heister. Seine Eltern waren der hessen-kasselsche Generalleutnant und Kommandeur der hessischen Truppen während des Amerikanischen Unabhängigkeitskrieges Philipp von Heister (1716–1777) und Katharina Elisabeth Hilchen von Lorch (1730–1791).

### Werdegang
Heister begann seine Offizierslaufbahn 1772 als Sekondeleutnant im hessischen Leibdragonerregiment. Er avancierte 1776 zum Premierleutnant im Regiment Gens d’Armes und war bis 1777 als Adjutant seines Vaters im Nordamerikanischen Unabhängigkeitskrieg. 1778 wurde er Adjutant beim englischen General Lord Erskine, kehrte aber im selben Jahr nach Kassel zurück. Dort erhielt er 1780 seine Beförderung zum Kapitän und wurde Adjutant des regierenden Landgrafen Friedrich II. von Hessen-Kassel. Er nahm am ersten Koalitionskrieg teil, stieg 1792 zum Major im Leibdragonerregiment auf und erhielt den Orden Pour le Mérite für den Sturm auf Frankfurt am Main. Schließlich avancierte er 1795 zum Oberstleutnant und Generaladjutant des regierenden Grafen Landgrafen Wilhelm I. von Hessen-Kassel.
Heister wechselte 1798 als Oberstleutnant und Eskadronchef im Dragonerregiment „von Voß“ in preußische Dienste und wurde im Folgejahr Kommandeur des Regiments. Er erhielt 1800 sein Beförderung zum Oberst und nahm 1806/07 am Feldzug gegen Napoleon teil. Nach dem Frieden von Tilsit wurde er als ausländischer Offizier aus preußischen Diensten entlassen, jedoch nach Genehmigung der königlich westfälischen Regierung in Kassel wiedereingestellt. Er war 1809 Brigadier der Kavallerie der niederschlesischen Truppenbrigade und avancierte 1810 zum Generalmajor. 1812 wurde er von seinen Geschäften als Brigadier enthoben, behielt jedoch den Status eines aktiven Generals. 1813 hat er seinen Abschied mit einer jährlichen Pension i.H.v. 1200 Taler erhalten, kehrte aber zu Beginn der Befreiungskriege in den aktiven Dienst zurück. Er war dann im April 1813 Kommandant von Leipzig, im August Kommandant von Breslau und ab September Befehlshaber des Belagerungskorps vor Glogau, sowie schließlich noch in 1813 Militärgouverneur des Generalgouvernements zwischen Rhein und Weser.
Ebenfalls 1813 hatte Heister das Eiserne Kreuz II. Klasse für seine Verdienste bei der Belagerung Glogaus erhalten. 1814 folgte die Erlaubnis zum Tragen des hessischen Ordens vom Goldenen Löwen. 1815 wurde er nach Aufhebung der Provinzial Militär Gouvernements durch König Friedrich Wilhelm III. zum Generalleutnant und ersten Kommandierenden General in Westfalen ernannt. Wegen schwerer Krankheit übergab er jedoch bereits im Oktober 1815 die Geschäfte in seinem Korps-Bezirk an seinen Nachfolger General von Thielmann. Im November 1815 wurde er für „seine gut geführten Geschäfte in Westfalen“ mit dem Roten Adlerorden III. Klasse ausgezeichnet.

### Familie
Heister vermählte sich 1789 in Kassel mit Justiane Sophie von Westernhagen (1758–1798) aus dem Hause Berlingerode. Das Paar hatte mehrere Kinder:
- Amalie Wilhelme Sophie (1791–1868) ⚭ 1809 Hans Leopold Freiherr von Buddenbrock (1783–1869), preußischer Major[4], Eltern des Generals Gustav von Buddenbrock
- Leopold Christian Karl (1792–1848), preußischer Oberst und Kommandeur der 10. Kavallerie-Brigade ⚭ 1833 Ina Elise Cäcilie von Schack (1815–1904)
- Leopold Wilhelm Karl August (1795–1863), preußischer Generalmajor ⚭ Sophie Kaspare Marie von Schack (1814–1882)
- Doria Frederike Sophie (1797–1865)

1800 ging er in Freystadt als Witwer mit Florentine Sophie Friederike von Taubenheim (1775–1835) eine zweite Ehe ein. Das Paar hatte mehrere Kinder:
- Wilhelmine Ernestine Sophie Amalie (1800–1855) ⚭ 1829 Friedrich Ludwig Graf von Arnim (1796–1866), Wirklicher Geheimer Rat und Herr auf Blumenberg, Bruder von Adolf Heinrich von Arnim-Boitzenburg
- Leopold Karl Eduard Adolf (1801–1863), preußischer Generalmajor

⚭ 1828 (Scheidung 1837) Emilie Susanne Simon (* 1798)
⚭ 1845 Klara Antoinette Adelheid von Bredow (1823–1901)
- Leopold Karl Gustav Wilhelm Friedrich (1804–1843), russischer Hauptmann der Artillerie im Kaukasus
- Florentine Charlotte Sophie Frederike Luise (1803–1869)
- Elisabeth Henriette Wilhelmine Sophie (1808–1867) ⚭ 1835 Ernst von Niebelschütz († 1882), Herr auf Gleinitz